# Othmar Spann
Othmar Spann (1. října 1878 Altmannsdorf, Vídeň – 8. července 1950 Neustift bei Schlaining) byl rakouský konzervativní filozof, sociolog a ekonom s radikálními antiliberálními a antisocialistickými názory založenými na romantických představách začátku 19. století, tak jak byly vyjádřeny Adamem Müllerem, přičemž tyto své názory Spann popularizoval ve svých knihách a vysokoškolských i jiných přednáškách a tak pomáhal vyvažovat levicověji zaměřenou politickou scénu meziválečného Rakouska.

## Spannův život před 2. světovou válkou
Othmar Spann byl synem továrníka a vynálezce Josefa Spanna. Vyrůstal ve vesnici Altmannsdorf, což bylo předměstí Vídně, asi patnáct minut od centra města. Spann navštěvoval Bürgerschule (státní veřejná škola) a maturoval v roce 1898. Poté studoval filosofii ve Vídni a hned na to politické vědy v Curychu, Bernu a Tübingenu. Svůj doktorát z politických věd získal v roce 1903.
Mezi roky 1904 a 1907 Spann pracoval ve Centrale für private Fürsorge neboli „Středisku pro soukromou péči“ ve Frankfurtu nad Mohanem. Těžištěm jeho práce byly „empirické studie dělnické populace“. Na konci roku 1904 založil společně s Hermannem Beckem and Hannsem Dornem noviny nazvané „Kritische Blätter für die gesamten Sozialwissenschaften“ neboli „Kritické listy pro všechny společenské vědy“.
V roce 1907 Spann napsal svou habilitaci v oboru politické ekonomie na německé technice v Brně. Mezi roky 1907 a 1909 mu byla udělena pozice soukromého docenta, která mu dovolila vyučovat studenty za peníze. V roce 1908 začal také na plný úvazek pracovat jako „kaiserlich-königlicher Vizesekretär der Statistischen Zentralkommission“ (C.-K. zastupující tajemník ústřední statistické komise) ve Vídni a dostal za úkol připravit sčítání lidu, které proběhlo mezi roky 1909 a 1910. V roce 1911 se Spann stal profesorem ekonomie a statistiky na německé technice v Brně.
První světovou válku strávil Spann jako Oberleutnant der Reserve, nadporučík v záloze. Byl nasazen v konfliktu u ukrajinského Lembergu (Lvov), kde byl 27. srpna 1914 raněn. Během rekonvalescence byl Kompaniekommandantem (velitelem roty) v lágru pro ruské zajatce u Mauthausenu a po svém uzdravení pracoval až do roku 1918 ve Wissenschaftlichen Komitee für Kriegswirtschaft des Kriegsministeriums (Vědeckém výboru pro válečné hospodářství na ministerstvu války) ve Vídni.
V roce 1919 byl Spann umístěn na Vídeňskou univerzitu na Katedru národního hospodářství a učení o společnosti, kde učil až do roku 1938. Na univerzitě byl Spann velice oblíbeným profesorem a to díky svému neformálnímu přístupu a velké politické aktivitě. V březnu 1920 v Brně vystoupil s přednáškou O podstatě němectví. Co je německé?, která potom byla šířena v mnohatisícových nákladech. Mnohem větší význam pro Spannovy přívržence měla kniha „Pravý stát“  (Der wahre Staat), publikovaná v roce 1921, shrnující Spannovo učení o státu a státním zřízení.

## Principy spannismu
Spann, silně ovlivněný filosofií Platóna a Fichteho, sestavil filosofický základ i konkrétní plán stavovského státu jako modelu vládnutí a uspořádání společnosti. Spann zásadně odmítal jak marxismus, tak liberalismus, stavěl se proti racionalismu a individualismu a hodlal odstranit třídy a třídní boj. Spannova kritika individualismu byla zároveň jádrem filosofické části jeho díla – universalismu, kde Spann podával výklad toho, co je prvotní, co tvoří „původní realitu“, od které je odvozeno vše ostatní.
Dospěl k závěru, že prvotní je společnost jako celek a jedinec se vyskytuje jako pouhá součást celku, je tedy jeho odvozeninou. Každé oblasti života a každému člověku náleží konkrétní místo, konkrétní oblast úkolů a odpovědnosti. Společnost tak tvoří uzavřený systém, do kterého jsou lidé včleněni jako nikoliv podle své třídní příslušnosti ale podle jimi zastávaných sociálních úkolů, respektive podle jejich hospodářské funkce. Tak vzniká rozčlenění celé společnosti na stavy (stav rolnický, stav svobodných povolání a podobně). Ty jsou hierarchicky uspořádány, přičemž vrchol tvoří stav státní, který je elitou zvláště připravenou k plnění vůdčích úkolů, v jejímž čele stojí pečlivě vybraný vůdce.
V takovém systému není místo pro politické strany a v maximální míře jsou v něm potlačeny ty státní orgány, které v tradičních společnostech reprezentují politickou vůli, vzešlou ze svobodných voleb neboli „vládnout mají ti nejlepší, hlasy nemají být sčítány ale zvažovány“
Jak konstatoval ve 30. letech 20. století Karel Moudrý ve své analýze „Stavovský stát, jeho ideologie a organizace“: „Celý tento logický domyšlený systém slouží k tomu, aby co nejrychleji a nejdokonaleji uplatňoval vůli nejvyššího vůdce, jenž se stává pramenem veškerého práva a hybnou silou administrativní činnosti.“
Vzorem státu byla pro Spanna katolická absolutistická říše. Historik Václav Kural uvedl, že „Spannův sociální stát měl překonat i třídní boj za pomoci ze středověku vypůjčené berly, tj. pomocí stavovského řízení. Druhou přestárlou berlou byla Svatá říše římská národa německého, ta měla probrat ducha zašlé německé slávy a symbiózou velkoněmecké a velkorakouské ideje měla jako univerzální stát a ‚skutečný‘ stát dosáhnout nové německé hegemonie ve střední Evropě. Hegemonismus německého živlu nad ostatními středoevropskými národy a nadvláda německého totalitního státu nad ‚druhořadými‘ národy byla organickou součástí spannismu.“ 
Podle Evy Boeklové Spann „identifikoval ve svém učení demokracii s parlamentarismem a došel k negativnímu zhodnocení demokracie vůbec. Demokracie podle něj byla nezdravou silou společenské nivelizace a zrovnoprávnění, která bránila výstavbě organického stavovského státu“.
Co se týkalo národa, Spann v souladu se svým učením universalismu odmítl „ideologii národního státu“ jako „individualismus na mezistátní úrovni“ Národ definoval Spann jako „duchovní společenství“ neboť jenom „ono“ (nikoliv rasa, jazyk atd.) je určující, neboť se projevuje v etice, náboženství, filosofie, umění a vědy a spojuje příslušníky tzv. národního společenství bez ohledy na místo a čas.

## Reflexe spannismu ve světě
Vzhledem k pozoruhodné podobnosti italského fašistického zřízení a Spannova učení je velmi pravděpodobné, že Mussolini byl Spannem ovlivněn, každopádně Spannova kniha byla do italštiny přeložena několik let před vyhlášením zákona, který v Itálii rušil zastupitelskou demokracii a nahrazoval ji fašistickými syndikáty (stavy).
Spannovy myšlenky kladně reflektoval i papež Pius XI., který ve své encyklice „Quadragesimo anno“ z roku 1931 prosazoval „nový společenský řád“, který odstraní komunismus a socialismus a nastolí stavovský „stát bohovládný“, tak, jak je znám ze středověku.
Krátce po nacistickém převratu v Německu provedl rakouský kancléř Dollfuss státní převrat, byla zrušena demokracie a nastolen de facto stavovský stát. Dollfus zakázal komunisty, ale také nacionální socialisty (hitlerovce), čímž chtěl ukázat svou orientaci na fašismus italského střihu a nikoliv německého.
Německými nacisty byla Spannovo učení od 30. let zásadně odmítáno, přičemž ale ve dvacátých letech nacisté čerpali inspiraci i od něho. Autor nacistického programu Gottfried Feder blahosklonně citoval ze Spannova díla a Spann z Federova. V roce 1932 se Spann setkal s Hitlerem, který byl Spannovou národohospodářskou koncepcí nadšen a dal vzniknout funkci zvláštního referenta pro stavovskostátní koncepci při NSDAP.
Díky neúnavné zákulisní a organizační činnosti Waltera Heinricha získávalo Spannovo učení stále více přívrženců. V jednu chvíli se dokonce začalo hovořit o „dvou školách nacionálního socialismu“, respektive o „mnichovské škole stranického vedení“ a „Spannově škole“ a to přimělo ortodoxní nacisty, kteří nestrpěli žádnou konkurenci, k eliminaci Spanna. Záminkou bylo, že Spannovo učení se neslučuje s nacionálním socialismem; v roce 1936 vydal říšský organizační vedoucí NSDAP Robert Ley vyhlášku, na jejímž základě se NSDAP od Spanna distancovala a přední nacističtí teoretici si dali záležet na vyjmenovávání rozdílů mezi těmito dvěma směry a proč je toto učení špatné, navzdory tomu, že donedávna u NSDAP získávalo pozitivní zpětnou vazbu. Tyto důvody byly přehledně vyjádřeny v tajné zprávě SD o tzv. Spannově kruhu, vypracované v květnu 1936.
Kromě několika rozdílů v chápání národa (národ jako pokrevní společenství u nacismu anebo jako duchovní společenství u spannismu) a způsobu, jakým je vybrán vůdce (v nacismu musí vůdce pocházet z německého národa, ve spannismu může být vůdcem jakýkoliv nadprůměrně schopný jedinec, který je k vůdcovství cílevědomě vychováván) zásadní rozpor mezi nacismem a spannismem není, avšak důvod, proč byl spannismus odvržen, byl de facto ten, že tento názorový proud nepocházel z kruhů okolo Hitlera, měl tedy potenciál zpochybnit jeho vyvolené vůdcovství.[zdroj⁠?!]
Spannovy myšlenky pronikly také do fašistické rumunské Železné gardy, měly pozitivní ohlas ve fašistických kruzích v Maďarsku, Jugoslávii, v katolických kruzích Holandska a belgických Flander a v Belgii u hnutí belgického fašisty a nacistického kolaboranta Léona Degrella, který za druhé světové války vedl belgické oddíly SS.
V prostředí etnických Čechů se Spannovi, navzdory jeho pangermánským vizím, také dostalo jisté pozornosti a to zejména u národně demokratické a katolické autoritativní pravice. Se stavovskými myšlenkami si pohrávala lidovecká pravice a katolická fašizující inteligence sdružená kolem časopisů Národní obnova a Řád, přičemž Řád byl v podstatě financován dr. Karlem Schwarzenbergem. Ovšem spíše než u etnických Čechů Spannovo učení rezonovalo u Sudetských Němců, z nichž někteří byli přímými Spannovými žáky.

## Spannismus a Sudetští Němci
O realizaci Spannových myšlenek zaobírající se stavovským státem se staral zejména protičeský sudetoněmecký Svaz kamarádů, neboli Kameradschaftsbund, přičemž do Československa Spannovy myšlenky importovali jeho žák Walter Heinrich, rodák z České Lípy, který byl nazýván „Petrem mezi apoštoly mistra Spanna“ a na konci dvacátých let se k šíření spannismu připojil taktéž Spannův žák a mimo jiné i intimní homosexuální přítel Heinze Ruthy Walter Brand.
Fašismus u Sudetských Němců byl na hitlerovskou a spannistickou školu rozdělen daleko výrazněji než v Německu, zejména proto, že spannovský vysoce elitářský Svaz Kamarádů, jehož soudržnost byla udržována homosexuálními styky mezi jejími představiteli, byl personálně napojený na každou významnější fašistickou organizaci.
Na rozdíl od nacismu neusiloval spannismus o zrušení Československa, ale zasazoval se o politickou hegemonii německé minority v českém prostoru. Usiloval o ovládnutí Československa demokratickými mechanismy a následné ustanovení stavovského režimu. Sudetské Němce nechápal jako „německý národ“ ale jak „jeden z kmenů německého národa.“ Což byl další, pragmatičtější důvod, proč byl v Československu silnější spannismus než nacismus – spannismus chápal sudetské politické elity jako svéprávné subjekty a v budoucnosti sliboval autonomii, kdežto nacismus požadoval bezvýhradnou podřízenost Říši, respektive Hitlerovi, takže sudetští fašističtí vůdci by se museli podřizovat jeho příkazům a tím by se stali pouhými nesvéprávnými vykonavateli Hitlerovy vůle.

## Konec třicátých let – souboj spannismu a nacismu
V roce 1933 na tzv. Turnerské slavnosti v Žatci byla mezi spannovci z Německého turnerského tělovýchovného svazu (který byl ovládán právě Svazem Kamarádů) a nacisty z Německé nacionálně socialistické dělnické strany (DNSAP) uzavřena dohoda o vytvoření jednotné Sudetoněmecké vlastenecké fronty (SHF), která byla v roce 1935 přejmenována na Sudetoněmeckou stranu (SdP) a jako kompromis byl její vůdce dohodnut Konrád Henlein.
Vzhledem k tomu, že vliv Svazu kamarádů byl stále ještě silný a taktéž bylo cílem uklidnit československou vládu, se Heinlein přiklonil spíše ke spannismu než nacismu. Dne 8. října 1933 na tiskové konferenci v Praze prohlásil, že Sudetoněmecká vlastenecká fronta se hlásí k Československu, schvaluje základní myšlenky demokracie (sic!) a taktéž řekl, že „pro Sudetské Němce nesmí existovat židovská otázka jako rasová otázka. Každý Žid, hlásící se k němectví, je vítán“.
Dvacátého prvního října 1934 na shromáždění v České Lípě uvedl pro agrárnický list Večer: „říkám jasně, že nemám nic společného s hitlerismem. Německý nacionální socialismus pro nás končí na hranicích Československa“.
V roce 1936 propukla v Sudetoněmecké straně (SdP) silná krize. Za prvé, narostla tenze mezi spannisty a nacisty, za druhé, vypršel soudní zákaz činnosti bývalým poslancům za nacistickou DNSAP a ti prahli po politických funkcích. Henlein se nejdříve snažil nespokojené nacistické oportunisty z SdP vylučovat a posiloval ve vedení strany pozice členů Svazu kamarádů. Nacisté, bývalí členové DNSAP ale měli silné zázemí v Německu, zejména v kruzích okolo R. Heydricha a jejich posilující moc za chvíli začínala ohrožovat i samotného Henleina.
Nacisté tlačili na odchod W. Branda, vlivné spannovské postavy, který byl Henleinovou pravou rukou. V červnu 1936 byl Brand donucen odejít ze všech politických funkcí a odjel jako korespondent listu Die Zeit do Londýna, kde sehrál důležitou roli při formování názoru anglické veřejnosti na sudetskou otázku.
Spannovský Svaz kamarádů začal postupně ztrácet uvnitř SdP důležité pozice a poslední ranou bylo předání kompromitujících materiálů na vůdčí osobnost Svazu H. Ruthu, který byl bezprostředně poté zatčen úřady za homosexualitu a svádění nezletilých (jeho homosexualita byla veřejným tajemstvím). Pátého listopadu 1937 spáchal Rutha ve vazbě sebevraždu.
Poslední spory uvnitř Sudetoněmecké strany (SdP) utichly v únoru 1938 kvůli přímé intervenci Adolfa Hitlera. Ten všechny přinutil ke kompromisu – Henlein a výrazné osobnosti ze Svazu Kamarádů mohou zůstat na svých pozicích, avšak důležité funkce musí být zpřístupněny i nacistům.
To však mělo důsledky. V roce 1939 byli všichni významní jedinci Svazu kamarádů ze Sudetoněmecké strany odstraněni a někteří z nich byli – kvůli obviněním z homosexuality – i vězněni. Před soud bylo postaveno 36 mužů, donedávna důležitých funkcionářů Sudetoněmecké strany a po 1.11. 1938 i NSDAP. Dvacet z nich bylo odsouzeno, šest amnestováno (včetně budoucího mluvčího Sudetoněmeckého landsmanšaftu W. Bechera), ostatní byli propuštěni.
Nejtvrději byli potrestáni W. Brand a J. Suchy, kteří skončili v koncentračním táboře. Po válce W. Brand spoluzakládal sudetoněmecké krajanské sdružení Witikobund, který je do značné míry ideovým pokračovatelem spannismu a s jistou dávkou nadsázky se dá říct, že je jeho dnešním jediným nositelem.
Uvěznění Brand a Suchy jsou ideology Sudetoněmeckého landsmanšaftu vykládáni jako oběti svých protinacistických postojů a jsou používání jako příklady, že i sudetští Němci byli odpůrci nacistického režimu a jejich vyhoštění jako takové bylo projevem zvůle obnoveného československého státu.
Významný činitel landsmanšaftu Siegfried Zolgman řekl: „Pravý opak je pravdou, jak dr. Walter Becher, tak dr. Walter Brand, oba zakladatelé Witikobundu, byli jako odpůrci nacionálního socialismu vězněni v koncentračních táborech“.

## Spannův život během a po druhé světové válce
Po anšlusu Rakouska byl Spann na nějakou dobu uvězněn a bylo mu zakázáno vykonávat profesorskou činnost. Během druhé světové války žil samotářským životem a po roce 1945 se už jako 67letý znovu ucházel o místo profesora na Vídeňské univerzitě, ale nebyl přijat a zemřel v roce 1950, zklamaný a zahořklý.